# 羅斯·默多克
羅斯·默多克（英語：Ross Murdoch；1994年1月14日—）是一位蘇格蘭游泳運動員。他主要擅長蛙泳。在2015年世界游泳錦標賽上，他獲得了4乘100米混合泳接力項目的金牌和100米蛙泳的銅牌。他也參加過英聯邦運動會等比賽。